# Shinkansen série 800
Les Shinkansen série 800 (新幹線800系電車, Shinkansen 800-kei densha) sont une série de 9 rames automotrices électriques à grande vitesse appartenant à la JR Kyushu et exploitées depuis 2004 sur la ligne Shinkansen Kyūshū au Japon.

## Caractéristiques générales
Les Shinkansen 800 sont composés de 6 voitures, toutes motrices. Leur vitesse commerciale maximum est de 260 km/h, bien qu'ils aient été conçus pour rouler à 285 km/h. Initialement construits en 6 exemplaires, 3 rames supplémentaires (sous série 800-1000) furent mises en service entre 2009 et 2010 pour l'extension de la ligne Shinkansen Kyūshū.
L'ensemble du train est destiné à la classe standard, avec des rangées de 4 sièges (2+2). L'aménagement intérieur se veut chaleureux, avec une grande utilisation du bois et de motifs traditionnels.
La livrée extérieure est blanche, avec une fine bande rouge.

## Services
Les Shinkansen 800 circulent exclusivement sur la ligne Shinkansen Kyūshū sur les services Tsubame et sur quelques services Sakura limités à la partie Kyūshū.

## Photos

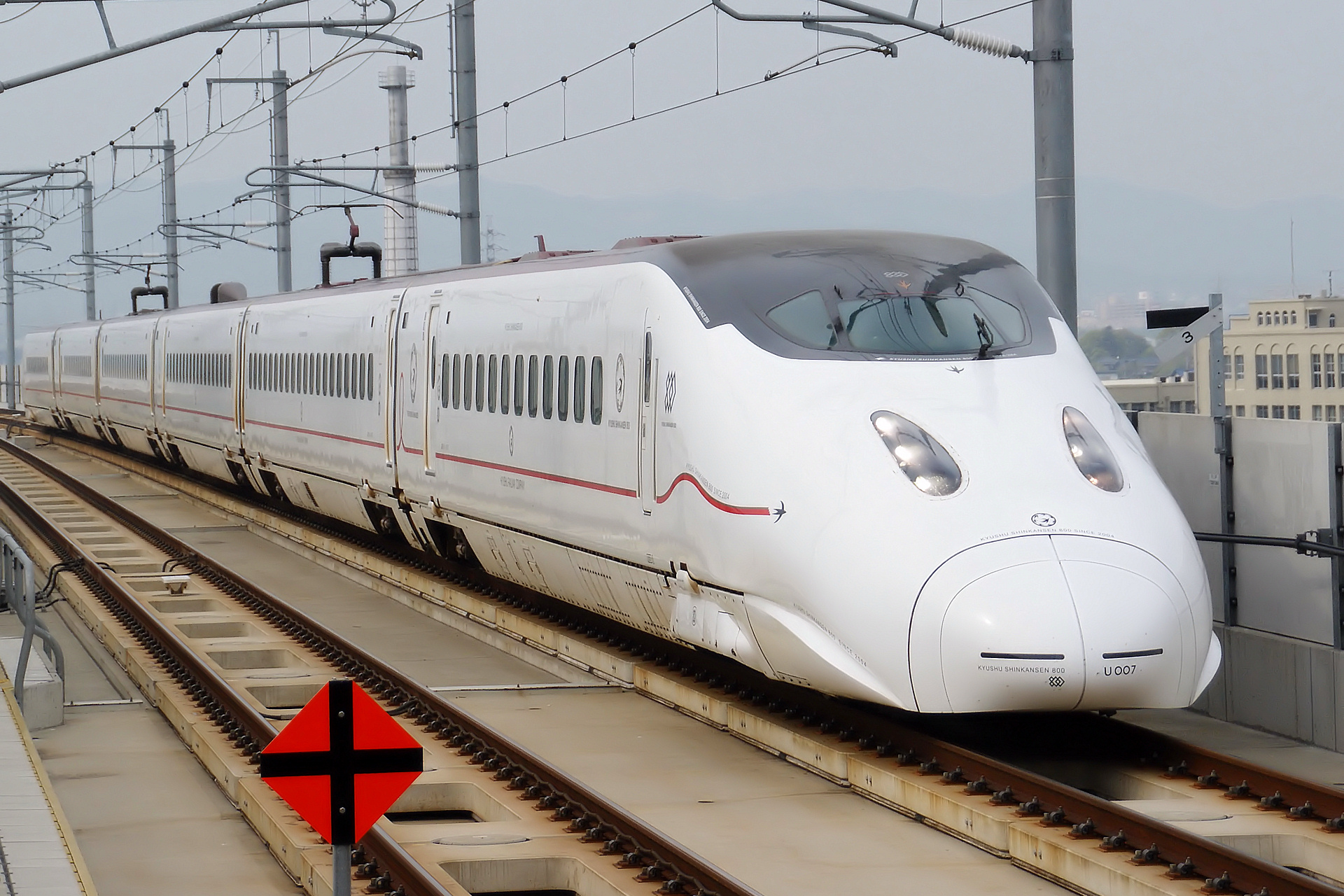
Shinkansen 800-1000 à Kurume
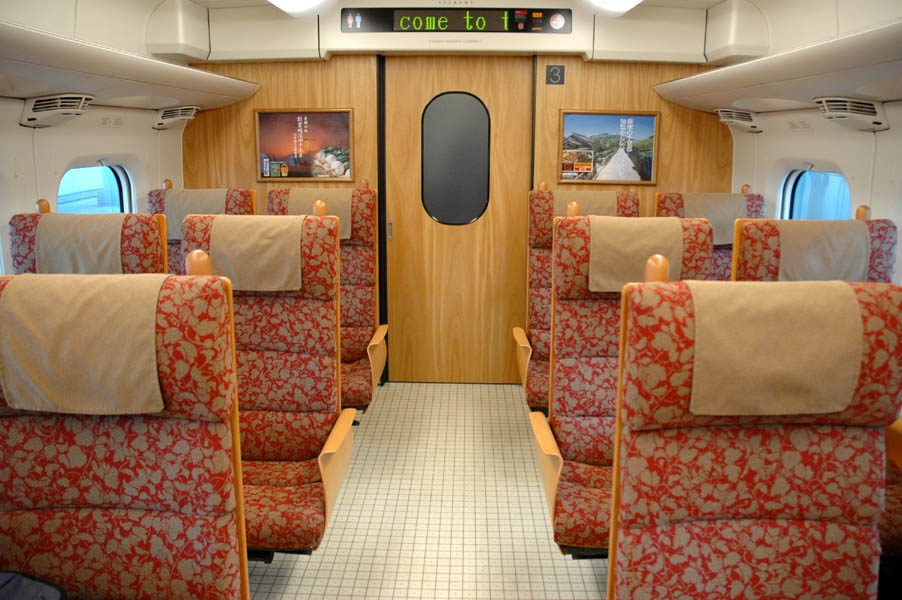
Vue de l'aménagement intérieur